# Kirk Deighton
Kirk Deighton – wieś w Anglii, w hrabstwie North Yorkshire, w dystrykcie (unitary authority) North Yorkshire. Leży 21 km na zachód od miasta York i 284 km na północ od Londynu.